# ۸۱پی/وایلد
دنباله‌دار ۸۱پی/وایلد (انگلیسی: 81P/Wild) که با نام وایلد۲ نیز شناخته می‌شود، دنباله‌داری است که در ۶ ژانویه ۱۹۷۸ اخترشناس سوئیسی پل وایلد آن را با استفاده از تلسکوپ اشمیت ۴۰ سانتی‌متری در رصدخانه زیمروالد، سوئیس کشف کرد.
وایلد۲؛ که احتمالاً در بیشتر عمر ۴٫۵ میلیارد سالهٔ خود مداری دورتر و دایره‌ای‌تری می‌داشته، در سپتامبر ۱۹۷۴ از فاصلهٔ یک میلیون کیلومتری سیارهٔ مشتری عبور کرد که کشش گرانشی نیرومند آن سیاره، مدار دنباله‌دار را مختل کرد و آن را به درون منظومه شمسی کشید و دورهٔ تناوب مداری آن از ۴۳ سال به نزدیک ۶ سال کاهش یافت، و حضیض آن اکنون حدود ۱٫۵۹ واحد نجومی (AU) است.